# Hydrotaea pilitibia
Hydrotaea pilitibia är en tvåvingeart som beskrevs av Stein 1916. Hydrotaea pilitibia ingår i släktet Hydrotaea och familjen husflugor. Arten är reproducerande i Sverige. Inga underarter finns listade i Catalogue of Life.